# Newton Aycliffe
Newton Aycliffe – miasto w Wielkiej Brytanii, w Anglii, w hrabstwie Durham. W 2001 roku miasto liczyło 25 655 mieszkańców. 
W tym mieście ma swą siedzibę klub piłkarski − Newton Aycliffe F.C.